# ديفيد لودج (كاتب)
ديفيد لودج (بالإنجليزية: David Lodge)‏ (ولد في 28 يناير 1935 في بروكلي بجنوب لندن) هو كاتب وروائي وكاتب مسرحي إنجليزي وناقد أدبي. عمل بروفيسوراً للأدب الإنجليزي في جامعة برمنغهام حتى عام 1987. اشتهر برواياته الساخرة عن الحياة الأكاديمية، وأشهرها ثلاثية: تغيير الأماكن (1975)، عالم صغير (1984)، عمل رائع (1988). وقد رشحت الثانية ضمن القائمة القصيرة لجائزة بوكر الأدبية. كما تناولت أعماله أيضاً موضوع الكاثوليكية الرومانية، بدءاً من روايته الأولى «رواد السينما» (1960). كما كتب لودج سيناريوهات للتفاز وثلاث مسرحيات. ومنذ تقاعده استمر في نشر النقد الأدبي، والذي يعتمد على خبرته كروائي وسيناريست.

## حياته
ولد في بروكلي في جنوب شرق لندن. وكانت عائلته تقطن في 81 ميلمارك غروف بين عامي 1936 حتى 1959، وهو شارع سكني أنشأ في عقد الثلاثينات من القرن العشرين، ويشمل منازل ذات شرفات وتبدأ من تقاطع بروكلي حتى باريديل في بروكلي.
كان والده عازف كمان عمل أوركسترا صغيرة في دور السينما في جنوب لندن، المصاحبة للأفلام الصامتة. وتعتمد أول رواياته «رواد السينما» (1960) على خبراته المبكرة في بريكلي (تحريف لبروكلي)، وكذلك على منزل طفولته في ميلمارك غروف في بروكلي، والذي كان يعود إليه مرات عديدة في رواياته اللاحقة، مثل «علاج» (1995)، «جملة صماء» (2008)، «وقت جيد للميلاد: مذكرات» (2015).
أجبرت الحرب العالمية الثانية لودج وأمه على الإجلاء إلى سوري وكورنوال. والتحق بمدرسة في أكاديمية القديس جوزيف الكاثوليكية في بلاكهيث.

## دراساته الجامعية
التحق في عام 1952 بكلية الجامعة في لندن، حيث حصل على بكالوريوس الفنون مع مرتبة الشرف في عام 1955. وهناك التقى بزوجته المستقبلية ماري فرانسيس جيكوب، التي كانت زميلته في الدراسة، حيث كانا في الثامنة عشرة من العمر. وكتب في ذلك الوقت أول رواياته غير المنشورة «الشيطان والعالم واللحم» عام 1953. وبعد التخرج قضى سنتين في الفيلق الملكي المسلح في الخدمة الوطنية، حيث شكلت تلك المرحلة تجارب وخبرات لروايته «يا جينجر أنت بارمي». ثم عاد إلى جامعة لندن وحصل على ماجستير الفنون في عام 1959، عن أطروحة عن «الرواية الكاثوليكية من حركة أوكسفورد حتى العصر الحالي».

## العائلة والمهنة المبكرة (1959-1967)
تزوج لودج وجيكوب في عام 1959 في سن الرابعة عشر. وقال لودج لاحقاً: «يبدو الأمر استثائياً الآن. لم يكن لدي آفاق ولا وظيفة وكان معي القليل من المال لكن لم يزعجني ذلك قط. لم نرد حقاً إنجاب أطفال في تلك المرحلة، لكن حدث وأنجبنا لكننا تقبلنا الأمر». وأنجبا طفلين في أعوام 1960 و1963، ابن وابنة. وولد لهم الابن الثاني كريستوفر في عام 1966 مصاباً بمتلازمة داون.
عمل لودج من عام 1959 إلى 1960 في لندن مدرساً للمجلس البريطاني. وحصل في عام 1960 على وظيفة محاضر في جامعة برمنغهام، حيث حصل على درجة الدكتوراه عن أطروحة عن حركة أوكسفورد.
وفي برمنغهام التقى بالروائي مالكولم برادبري الذي كان صديقه الكاتب المقرب، وكان يرى أن أسلوب كتابة برادبري الفكاهية، كان لها تأثير كبير على تطور الجانب الفكاهي في أعماله. وتعاون في عام 1963 مع برادبري وطالب آخر هو جيمس داكيت، في كتابة مسرحية ساخرة لتضاف لبرنامج مسرح برمنغهام، وعنوانها «بين أربع جدران» وعرضت في خريف 1963. وكان من بين طاقم الممثلين جولي كريستي. وشملت المسرحية مشهداً كان يشغل فيه جهاز راديو، لكن في يوم أذيع خبر اغتيال جون كينيدي وظن الجمهور أن ذلك مزحة لكن تبين أن الخبر المذاع حقيقي، وأصيب الجمهور بصدمة مما جعله يفقد حماسة لباقي المسرحية.
رحل لودج وعائلته في أغسطس 1964 إلى الولايات المتحدة الأمريكية. حيث حصل على منحة من زمالة كومنولث هاركنيس، والتي تطلبت من الحاصل عليها السفر لمدة ثلاثة أشهر من اثني عشر شهراً في الولايات المتحدة، مع سيارة تجهزها الشركة. وأقامت العائلة أولاً في برفيدانس في رود آيلند، حيث التحق ديفيد لودج بدورة للأدب الأمريكي في جامعة براون. وخلال تلك الفترة التي كان فيها حراً من التزاماته في التدريس، استطاع إنهاء رواية «المتحف البريطاني فقد سحره» التي استمدت عنوانها من سطر لأغنية جورج وآيرا غيرشوين، لكن شركة نشر غيرشوين رفضت إعطاء الإذن لاستخدامها. ورحلت العائلة في مارس 1965 في رحلة عبر الولايات المتحدة، واستقروا أخيراً في سان فرانسيسكو.
ونشر لودج في عام 1966 أول كتاب نقدي أكاديمي بعنوان «لغة الأدب» وأنهى بنجاح في عام 1967 أطروحته للدكتوراه. ومنح درجة الدكتوراه في عام 1967 من جامعة برمنغهام.

## المهنة اللاحقة (1967-حالياً)
استمر من عام 1967 إلى 1987 في عمله الأكاديمي في جامعة برمنغهام، وأصبح بروفيسور للأدب الإنجليزي في عام 1976، بالتزامن مع كتابته للروايات والمقالات. وصار بروفيسور مساعد في عام 1969 في جامعة كاليفورنيا في بيركلي، وهي ثاني تجربة أمريكية له وهي مهمة بالنسبة لتطوير كتاباته، سواء النظرية والأدبية.
تقاعد لودج من منصبه في برمنغهام في عام 1987 لكي يتفرغ للكتابة: "كان الوقت المناسب للمغادرة. ويقول كل زملائي في الجامعة: "أنت فعلت الصواب بالرحيل. ويوجد وهم محبط في الحياة الأكاديمية الآن وهذا عار، لأني كنت أشعر بالسابق بالحماس وبمتعة الحياة، لكن الآن أصبحت مثل الآلة أخدم أعداداً كبيرة من الطلاب، وصار الأمر أقل جاذبية وتشويقاً".
واستعاد لقب بروفيسور فخري للأدب الإنجليزي الحديث في الجامعة، واستمر يعيش في برمنغهام. وتوجد بعض من أبحاثه الأكاديمية في المجموعات الخاصة في مكتبة الجامعة.
منح لودج في عام 1997 وسام الفنون والآداب الفرنسي من وزارة الثقافة الفرنسية. ومنح في عام 1998 رتبة الإمبراطورية البريطانية لمساهماته في مجال الأدب.

## أعماله
أول روايات لودج تستحضر أجواء ما بعد الحرب في إنجلترا (مثل رواية «رواد السينما» (1960). ويتكرر الموضوع في الروايات اللاحقة، من خلال ذكريات الطفولة لشخصيات بعينها (كما في رواية «أخبار الفردوس» 1992 و«علاج» 1995). وتناول موضوع الحرب في رواية «خارج الملجأ» 1970، في حين تعتمد رواية «يا جينجر أنت بارمي» 1962 على تجربة لودج في الخدمة العسكرية في الخمسينات.
وأوردت صحيفة الغارديان البريطانية نقداً للإصدار الجديد من رواية «يا جينجر أنت بارمي»، واصفة الرواية بأنها اتهام ذو طابع سياسي وإنساني للتسوية التافهة لما بعد الحرب، وأنها وصف حي للعالم على أعتاب التغيير.
نشأ لودج نشأة كاثوليكية ووصف نفسه أنه كاثوليكي غنوصي. ومن أهم موضوعاته هي الشخصيات الكاثوليكية وتدينهم الكاثوليكي وخاصة العلاقة بين الكاثوليكية والجنس. وفي روايات مثل «المتحف البريطاني يسقط» (1965) ورواية «كم تستطيع أن تبعد؟» (1980) المنشورة في الولايات المتحدة بعنوان «أرواح وأجساد»، يستعرض الصعوبات التي يواجها الكاثوليك الأرثوذكس بسبب تحريم منع الحمل الصناعي. وفي العديد من الروايات الأخرى تلعب الكاثوليكية دوراً هاماً كما في رواية «عالم صغير» (فيما يتعلق بشخصية بيرس)، ورواية «أخبار الفردوس» 1991 ورواية «علاج» 1995.
وفي رواية «علاج» يعاني الشخصية الرئيسية لورانس باسمور الملقب بتوبي، من انهيار عصبي بعد فشله في الزواج. ويتذكر تودده وهو مراهق لأول فتاة في نادي للشباب الكاثوليكي، وسعيه وراءها أثناء قيامها برحلة الحج إلى سانتياغو دي كومبوستيلا. ويقول لودج أنه لو قرأت رواياته في ترتيب زمني، فإنه سيلاحظ أنه تصوير الكاثوليكي الرومان الأرذوكسي يقل تدريجياً بمرور الوقت.
تحمل العديد من روايات لودج تصويراً ساخراً للحياة الأكاديمية. فثلاثية الجامعة (تغيير الأماكن، عالم صغير، عمل رائع) تدور أحداثها في جامعة خيالية في مدينة راميدج في منطقة ميدلاندز، شبيهة بجامعة برمنغهام. وتتشارك شخصيات الروايات وخاصة فيليب سوالو محاضر الأدب الإنجليزي في راميدج ونظيره الأمريكي برفيسور موريس زاب، الطموح ليكونا أعلى مدرسين أجراً في العالم. ويتلاقي سوالو وزاب للمرة الأولى في رواية «تغيير الأماكن» حيث يتبادلا الوظائف في مؤامرة للتبادل (ولاحقاً يتبادلا الزوجات). ووصف لودج حبكة الرواية بأنها «تحويل سردي للمادة الموضوعية والتشابهات الثقافية الاجتماعية والاختلافات التي شهدتها في جامعة برمنغهام وبيركلي» خلال فترة عمله كأستاذ زائر في جامعة بيركلي في كاليفورنيا.
وتظهر العديد من الجامعات الخيالية في روايات لودج. فشخصية بيرس ماك غاريغل في رواية «عالم صغير» هو طالب دكتوراه في جامعة خيالية اسمها كلية لايمريك، وكتبت الرواية قبل إنشاء جامعة لايمريك الحقيقية. ورواية أخرى عن الجامعة هي «يعتقد» تدور أحداثها في جامعة خيالية اسمها غلوسيستر، قبل إنشاء جامعة غلوسيسترشاير الحقيقية.
وتغطي روايات لودج عالم الأعمال في رواية«عمل رائع»، وعالم التلفاز في رواية «علاج» وأمراض الصمم وألزهايمر في رواية «جملة صماء». وتعتمد الأخيرة على تجربة لودج الشخصية في مشاكل السمع: «لقد كرهت ضعف سمعي. فهو مرض كوميدي كمقابل للعمي الذي هو مرض مأساوي». وقد قال لودج في أحد أعماله، «كل رواياتي تتطابق مع أحد جوانب حياتي لكن هذا لا يعني أنها سيرة ذاتية بأي معني من المعاني».
وتدور روايتان من رويات لودج حياة كاتبين هما رواية «المؤلف المؤلف» 2004 عن هنري جيمس ورواية «رجل من أجزاء» 2011 عن إتش جي ويلز. وتعاني رواية «المؤلف المؤلف» من مقارنتها مع رواية كولم تويبين عن هنري جيمس بعنوان «السيد» والتي نشرت قبل ستة أشهر ورشحت ضمن القائمة القصيرة لجائزة بوكر الأدبية. والعديد من المراجعات للرواية تعتمد على توقيتها السيء. وتحدث لودج عن ذلك في كتابه «سنة هنري جيمس» عام 2006.
```
وفي عام 2015 نشر كتاب «وقت جيد للميلاد» وهي مذكرات تغطي حياة لودج في الفترة من 1935 حتى 1975.
[
31
]
```

## تأثيرات وإشارات
أكبر تأثير للودج هو على الروائيين الكاثوليك الإنجليز وأشهرهم غراهام غرين. كما كان يقارن كثيراً بصديقه مالكولم برادبري، المناصر لرواياته الجامعية. واعترف لودج بهذا الدين قائلاً: «رواية» المتحف البريطاني يسقط«كان أول رواياتي التي يمكن وصفه بأنها تجريبية من جميع الزوايا. فالكوميديا بدت كأنها تقدم طريقة لإصلاح التناقض الذي كنت أدركه من قبل، بين إعجابي النقدي بالكتاب العظام في العصر الحديث وبين تجربتي الإبداعية، التي تشكلت بالكتابات الواقعية الجديدة المضادة لهم في الخمسينات. وكان تعاوني مع مالكولم برادبري والمثال من عمله الخاص في الكوميديا، كان عاملاً حاسماً في تطور الكوميديا في كتاباتي».
وفي المجال الأكاديمي كان لودج مؤيداً في المملكة المتحدة لأعمال ميخائيل باختين. ويشير دائماً إلى الأعمال الأدبية الأخرى في رواياته. وقد تأثرت رواية «المتحف البريطاني يسقط» بروايات مثل «السيدة دالوواي» و«أوليسيس» من جهة أن أحداثها وقعت في يوم واحد. وينظر إلى الرواية غالباً من وجهة نظر آدم أبلبي، لكن الفصل الأخير يحتوي على فصل طويل من تيار الوعي من وجهة نظر باربرا زوجة آدم، على غرار المنولوج الشهير لمولي بلوم في نهاية رواية «أوليسيس». وتحتوي الرواية على عدد كبير من الفقرات التي تحاكي مشاهير الكتاب، وهي حقيقة لم يعترف بها معظم النقاد حين نشر الرواية للمرة الأولى.
أما رواية «عالم صغير» فتعتمد على أسطورة الملك آرثر في حبكتها. ويتحدث لودج عن كتابة الرواية فيقول «لقد نمت الرواية تدريجياً والتي تحمل تشابهاً بين قصتي وبين قصة آرثر، وبشكل جزئي البحث عن الكأس المقدسة لمجموعة من الفرسان تتجول حول العالم، ويمرون بمغامرات ويطاردون النساء والحب والمجد ويتنافسون فيما بينهم، ويوجهون تحديات وصعوبات وهكذا .. كل هذا يتطابق مع العالم المعاصر بطاولته المتسديرة المكونة من الأساتذة الجامعيين: فمجموعة النخبة تدعى إلى مؤتمر يجوب العالم بحثاً عن المجد. أحياناً ينتهزون الفرصة للانغماس في مؤامرة عاطفية، أو للمنافسة فيما بينهم في المناظرات، باحثين عن المجد في معني الرغبة في أن يكونوا في قمة مهنتهم.»

## النشر والاستقبال
لاقت أعمال لودج اهتماماً أوسع في بريطانيا في عام 1975، حين حصل على جائزة هوثورندين عن رواية «تغيير الأماكن». وحصل على جائزة ويتدبريد لكتاب العالم في عام 1980 عن رواية «كم تستطيع أن تبتعد؟»، وجائزة صانداي إكسبريس لكتاب العام في 1988 عن رواية «عمل رائع».
وأعيد إصدار اثنان من رواياته المبكرة خلال هذه الفترة («يا جينجر أنت بارمي» التي نشرت لأول مرة عام 1962 أعيد إصدارها عام 1982، ورواية «المتحف البريطاني يسقط» نشرت أول مرة عام 1965 أعيد إصدارها عام 1981).
ونشرت رواياته في كتب ذات أغلفة ورقية في الستينات من دار نشر بان آند بانثر بوكس، ومن دار نشر بنغوين بوكس من عام 1980، ومن دار نشر فينتيدج للنشر (التابعة لمجموعة راندوم هاوس) منذ عام 2011. وأعادت فينتيدج نشر معظم رواياته الأولى.
وقد رشحت روايتان للودج ضمن القائمة القصيرة لجائزة بوكر الأدبية، وهما روايات «عالم صغير» و«عمل رائع». ورأس لجنة حكام جائزة بوكر في عام 1989. ورشحت روايته «خارج الملجأ» المنشورة عام 1970 ضمن القائمة الطويلة لجائزة مان بوكر عام 2010. ووصف أنثوني بورجيس لودج أنه «واحد من أفضل روائي جيله».

## النشر العالمي
لاقت أعمال لودج تقديراً في فرنسا في أوائل التسعينات، بعد نشر دار نشر ريفاج اثنين من رواياته وهما «عمل رائع» و«تغيير الأماكن». وتلا ذلك نشر رواية «عالم صغير» و«المتحف البريطاني يسقط» في عام 1991. ومنذ ذلك الوقت ترجمت الكثير من أعماله. وناشره الحالي في فرنسا هو دار نشر بايو إيه ريفاج. ويأتي بعد أعماله الأدبية كتاباته النقدية لاحقاً في فرنسا، وتبدأ بكتاب «الوعي والرواية». وظلت الأعمال النقدية المبكرة غير منشورة في فرنسا، ما عدا كتاب «الأدب الروائي».
وتترجم كتبه بشكل دوري إلى لغات أخرى منه الألمانية والإسبانية والإيطالية واليابانية والبرتغالية والروسية والتشيكية والبولندية والتركية.

## تقنيات السرد
في كتاب «الأدب الروائي» عام 1992 قام ديفيد لودج بدراسة – من خلال تناول مقتطفات من رواياته – العديد من الأدوات الأسلوبية (التكرار، التنوع في مستويات اللغة إلخ) وتقنيات السرد (وجهات النظر المتعددة والغرابة إلخ).
وعلى سبيل المثال ففي رواية «أخبار الفردوس» عام 1991 يكون السرد غالباً من وجهة نظر المفرد الغائب، لكن هناك سرديات من وجهة نظر المتكلم (من خلال يوميات وسيرة ذاتية وخطابات وبطاقات تهنئة ورسائل إلكترونية) ووثائق عديدة مثل كتابات نظرية عن الإرهاب.
وفي رواية «علاج» عام 1995 تروى معظم الرواية من خلال يوميات الشخصية الرئيسية، لكن هناك نصوص على لسان شخصيات ثانوية عن الشخصية الرئيسية. ويكشف في النهاية أن كل تلك النصوص صادرة عن الشخصية الرئيسية، كجزء من التدريب العلاجي.

## التلفاز
حولت اثنان من روايات لودج إلى مسلسلات تلفزيونية هما: «عالم صغير» 1988 و«عمل رائع» 1989. وقام لودج نفسه بتحويل «عمل رائع» بنفسه وصور المسلسل في جامعة برمنغهام، حيث عمل لودج بروفيسوراً للأدب الإنجليزي.
كما أنه حول مسرحيته «لعبة الكتابة» إلى التلفزيون عام 1995.
حول لودج في عام 1994 رواية مارتن تشيزلويت لتشارلز ديكنز إلى شكل تلفزيوني لشبكة بي بي سي.

## المسرح
كتب لودج ثلاث مسرحيات: «لعبة الكتابة»، «حقائق منزلية» (حولها لاحقاً إلى رواية)، «أفكار سرية» (مأخوذة من رواية «يعتقد»).
وفي كتاب سيرته الذاتية «وقت جيد للميلاد: مذكرات» المنشور عام 2015، يقول لودج أن مسرح أولد ريب كان أحد مسارحه المفضلة، بما له من تاريخ مميز طويل وإعجاب كل من لورانس أوليفير وإيديث إيفانز ورالف ريتشاردسون وألبرتي فيني وديريك جاكوبي الذين عرضوا مسرحياتهم هنا. ووصف المسرح بأنه جوهرة، لكن صار أقل جودة مما مضى، ولم يكن لديه مكان أفضل لعرض أعمال أفضل منه.
تدور مسرحية «لعبة الكتابة» عن هيئة التدريس والمدرسين والطلاب في دورة للكتاب. وتتضمن المسرحية قراءات لشخصيات لكتاباتهم الشخصية التي في طور الكتابة. وتستند المسرحية وفق رأي لودج إلى تجربته الشخصية في التدريس، ليس بسبب التشابه لما حدث في هذه الدورة، لكن بسبب أنه منجذب إلى أن الموقف المجرد حاز على الوحدات المسرحية الثلاث في الزمن والمكان والحدث. وبالفعل من الصحيح القول أنني اخترعت حبكة مسرحيتي لأنفذ الإمكانيات المسرحية في هذا الموقف. افتتحت المسرحية في مسرح برمنغهام في الثالث عشر من مايو 1990، واستمر عرضها لمدة ثلاثة أسابيع. ونفذ عرض مسرحي أمريكي لتلك المسرحية في كامبريدج في ماساتشوستس في مارس 1991. وحول لودج تلك المسرحية إلى التلفزيون. أذيعت على القناة الرابعة في الثامن عشر من فبراير 1996، وبلغ عدد المشاهدين 1.2 مليون مشاهد.
وعرضت مسرحية «حقائق منزلية» في برمنغهام في عام 1998. وتركز القصة أساساً على أدريان لودلو، وهو كاتب شبه متفرغ تجري معه فاني تارانت حواراً صحفياً، وهي صحفية شهيرة بصورها الساخرة. وكتب لودج لاحقاً رواية تحمل نفس اسم المسرحية.
حول لودج روايته «يعتقد» إلى مسرحية من شخصيتين، وهي مسرحية «أفكار سرية» والتي افتتحت في مسرح أوكتاغون في بولتون في الثاني عشر من مايو 2011. وفازت تلك المسرحية بجائزة مسرح مانشستر.

## جوائز وتقديرات
- جائزة هوثورن وجائة يوركشاير للأدب عن رواية «تغيير الأماكن»
- جائزة ويتبريد لكتاب العام (1980) عن رواية «كم تستطيع أن تبتعد؟»
- رشحت رواية «عالم صغير» للقائمة القصيرة لجائزة بوكر عام 1984
- رشحت رواية «عمل رائع» للقائمة القصيرة لجائزة بوكر عام 1988
- جائزة صانداي إكسبريس لكتاب العالم (1988) عن رواية «عمل رائع»
- زمالة الكلية الملكية للأدب

## أعماله

### روايات
- رواد السينما (1960)
- يا جينجر أنت بارمي (1962)
- المتحف البريطاني يسقط (1965)
- خارج الملجأ(1970)
- تغيير الأماكن (1975)
- كم تستطيع أن تبتعد (1980)
- عالم صغير (1984)
- عمل رائع (1988)
- أخبار الفردوس (1991)
- علاج (1995)
- حقائق منزلية (1999)
- يعتقد (2001)
- أيها المؤلف (2004)
- جملة صماء (2008)
- رجل من أجزاء (2011)

### قصص قصيرة
- الرجل الذي لن ينهض: وقصص أخرى (1998)

### كتب
- لغة الأدب (1966)
- الروائي في مفترق الطرق (1971)
- حالات الكتابة الحديثة (1977)
- العمل مع البنيوية (1981)
- استمر في الكتابة (1986)
- بعد باختين (1990)
- الأدب الروائي (1992)
- النقد الحديث والنظرية: قراءات (1992)
- ممارسة الكتابة (1997)
- الوعي والرواية (2003)
- سنة هنري جيمس: قصة رواية (2006)
- الحيوات في الكتابة (2014)

### سيرة ذاتية
- وقت جيد للميلاد: مذكرات 1935-1975 (2015)
- حظ الكاتب: مذكرات 1976-1991 (2018)

### مسرحيات
- لعبة الكتابة (1990)
- حقائق منزلية (1999)
- أفكار سرية (2011)

### اقتباسات للتلفزيون
- عالم صغير (1988)
- عمل رائع (1989)
- مارتن تشازلويت (1994)
- لعبة الكتابة (1995)

## روابط خارجية
- ديفيد لودج على موقع IMDb (الإنجليزية)
- ديفيد لودج على موقع الموسوعة البريطانية (الإنجليزية)
- ديفيد لودج على موقع مونزينجر (الألمانية)
- ديفيد لودج على موقع ميوزك برينز (الإنجليزية)
- ديفيد لودج على موقع إن إن دي بي (الإنجليزية)
- ديفيد لودج على موقع ديسكوغز (الإنجليزية)
- ديفيد لودج على موقع قاعدة بيانات الفيلم (الإنجليزية)